# Marlene Fortunato
Marlene Fortunato, född 8 januari 1970, är en friidrottare från Brasilien. Hon deltog vid olympiska sommarspelen 2004.